# Schmölz (Reichenbach)
Schmölz ist ein Gemeindeteil des Marktes Presseck im Landkreis Kulmbach (Oberfranken, Bayern). Schmölz liegt in der Gemarkung Reichenbach.

## Geografie
Die Einöde liegt im tief eingeschnittenen Tal des Köstenbachs. Die Kreisstraße KU 25/KC 20 führt den Köstenbach entlang nach Schmölz (0,2 km nordöstlich) bzw. nach Presseck zur Staatsstraße 2195 (3,5 km südöstlich).

## Geschichte
Anfang des 17. Jahrhunderts gab es beim Ort einen Bergwerkstollen, in dem Kupfererz abgebaut wurde. Schmölz war eine Schmelzhütte, in der das Erz geläutert wurde. Infolge des geringen Ertrages und des Dreißigjährigen Krieges wurde der Betrieb eingestellt. 1757 kam es für kurze Zeit zur Neubelebung.
Gegen Ende des 18. Jahrhunderts bestand Schmölz aus einem Tropfhaus bei der ehemaligen Kupferschmelze. Das Hochgericht übte das bambergische Centamt Wartenfels aus. Die Grundherrschaft über das Anwesen hatte das Amt Wartenfels.
Mit dem Gemeindeedikt wurde ein Teil von Schmölz dem 1808 gebildeten Steuerdistrikt Wartenfels und der im selben Jahr gebildeten Ruralgemeinde Wartenfels zugewiesen. Am 12. April 1845 wurde die Gemeinde Reichenbach gebildet, zu der Schmölz gehörte. Bei der Vergabe der Hausnummern erhielten die beiden Anwesen eigene Nummern. Am 1. Januar 1976 wurde Schmölz im Rahmen der Gebietsreform in die Gemeinde Wartenfels eingegliedert, die ihrerseits am 1. Mai 1978 nach Presseck eingegliedert wurde. Zugleich wurde Schmölz mit Schmölz (Heinersreuth) zu einem Gemeindeteil vereinigt.

### Einwohnerentwicklung
| Jahr      | 001818 | 001819 | 001861 | 001871 | 001885 | 001900 | 001925 | 001950 | 001961 | 001970 | 001987 |
| Einwohner |        | 5      | 16     | 8      | 12     | 9      | 4      | 10     | 4      | 8      | *      |
| Häuser    | 2      |        |        |        | 3      | 2      | 2      | 2      | 2      |        | *      |
| Quelle    | [ 6 ]  | [ 10 ] | [ 11 ] | [ 12 ] | [ 13 ] | [ 14 ] | [ 15 ] | [ 16 ] | [ 17 ] | [ 18 ] | [ 19 ] |

## Religion
Schmölz ist katholisch geprägt und nach St. Bartholomäus (Wartenfels) gepfarrt.